# Messenfeld
Messenfeld ist ein Gemeindeteil des oberfränkischen Marktes Ebensfeld im Landkreis Lichtenfels.

## Geographie
Das Dorf liegt etwa vier Kilometer nordwestlich von Ebensfeld auf einem Höhenzug zwischen Maintal und Itzgrund. Es gehört zum Banzgau, einem lang gezogenen Dreieck zwischen der Itz und dem Main, südlich von Kloster Banz.

## Geschichte
Messenfeld wurde erstmals im 9. Jahrhundert als „Nessenfelt“ im Besitz von Fuldaer Dienstleuten im Banzer Reichsurbar erwähnt. 1295 tauschten die Zisterzienser von Kloster Langheim alle Besitzungen in Zilgendorf gegen alle Güter der Benediktiner von Kloster Banz in Messenfeld. 1801 hatte der Ort ein Gemeindehirtenhaus und elf andere mit Stadeln versehene Häuser. Die Grundherrschaft besaß das Kloster Langheim.
1862 wurde Messenfeld in das neu geschaffene bayerische Bezirksamt Staffelstein eingegliedert. Die Landgemeinde gehörte zum Landgericht Staffelstein. Gemeindeteile waren Neudorf und die Einöde Ummersberg. Im Jahr 1871 hatte Messenfeld 81 Einwohner und 54 Gebäude. Die katholische Schule und Kirche befanden sich im zwei Kilometer entfernten Döringstadt.
1900 umfassten die Orte der Landgemeinde Messenfeld eine Fläche von 350,23 Hektar, 138 Einwohner, von denen 136 katholisch waren, und 25 Wohngebäude. 73 Personen lebten in Messenfeld in 14 Wohngebäuden und 1925 87 Personen in 15 Wohngebäuden. Die zuständige evangelische Pfarrei war in Lahm. 1950 hatte Messenfeld 86 Einwohner und 12 Wohngebäude. Im Jahr 1970 zählte das Dorf 68, 1987 insgesamt 61 Einwohner sowie 13 Wohnhäuser mit 17 Wohnungen.
Am 1. Juli 1972 wurde der Landkreis Staffelstein aufgelöst. Messenfeld wurde in den Landkreis Lichtenfels eingegliedert und Ebensfeld als Gemeindeteil zugeschlagen.

## Sehenswürdigkeiten
Am östlichen Ortsende steht eine kleine Wegkapelle. Der  würfelförmige Putzbau stammt aus dem 18. Jahrhundert und hat im Süden einen Rundbogeneingang. Innen befindet sich ein kleiner Altar mit einem viersäuligen Holzaufbau und einer Pietà.
In der Bayerischen Denkmalliste sind für Messenfeld vier Baudenkmäler aufgeführt.